# کاراواجو
میکل‌آنجلو مردیسی دا کاراواجو (به ایتالیایی: Michelangelo Merisi da Caravaggio) (۲۹ سپتامبر ۱۵۷۱–۱۸ ژوئیه ۱۶۱۰) یکی از هنرمندان ایتالیایی فعال در رم، ناپل، مالت و سیسیل در میان سال‌های ۱۵۹۳ و ۱۶۱۰ میلادی بود.
کاراواجو چهرهٔ شاخص سبک باروک است و در نوع نقاشی و تکنیک‌های استفاده از رنگ و فرم تحولاتی ایجاد کرد. نقاشی‌های او با ترکیبِ بینشِ واقع بینانهٔ حالاتِ جسمی و روحی انسانی و استفادهٔ دراماتیک از نور، تأثیرِ فراوانی بر نقاشی سبک باروک گذاشت. موضوعات نقاشی او را عمدتاً مسایل مسیحی تشکیل می‌دهند.
او شخصیتی خشن و تندخو داشت و زندگی پرحادثه‌ای را گذراند. او با شرکت در دعواها، دوئلها، ارتکاب قتل، به زندان افتادن و با فرارهای مکرر، زندگی‌اش را پشت سر گذاشت. اما با وجود داشتن شخصیتی ناآرام و تغییرات پی در پی توانست پیشرفت کامل و یکپارچه‌ای در هنر نقاشی برای خود به دست آورد. کاراواجو یک نوآور خشن در نقاشی است که سبک رئالیسم قوی و عاری از انعطاف و تغییر شکل را ایجاد کرد. سبکی که به بیان تضاد در احساساتِ این مرد پرداخت.
ویژگی قابل توجه و منحصر به‌فرد آثار این نقاش مربوط به عنصرِ نور است. پیکره‌ها از یک پس زمینهٔ تاریک و اغلب مبهم پدیدار می‌شوند.
او هنرمندی بود که آرمان‌های کلاسیک را رد می‌کرد. او هنر و رستگاری را از میان خود مردم جستجو می‌کرد و به جای استفاده از سنت‌های گذشتهٔ نقاشی، تنها از نور تند، تاریکی صحنه و افرادی که با اشاره یا حالت خود به نوعی با بیننده ارتباط برقرار می‌کردند و حالتی روایی داشتند، استفاده می‌کرد. او زندگی پر فراز و نشیبی داشت و در سن ۳۹ سالگی در اثر ابتلا به مالاریای مارِما در پورتو ارکله جان خود را از دست داد. اما در همین مدت کوتاه آثار بسیار زیبا و با ارزشی را از خود به جای گذاشت. وی در موردِ آثارِ خود می‌گوید:
تو به آثار من نگاه نمی‌کنی، خیره نمی‌شوی، تو آن‌ها را احساس می‌کنی.

## زندگی

### از کودکی تا جوانی

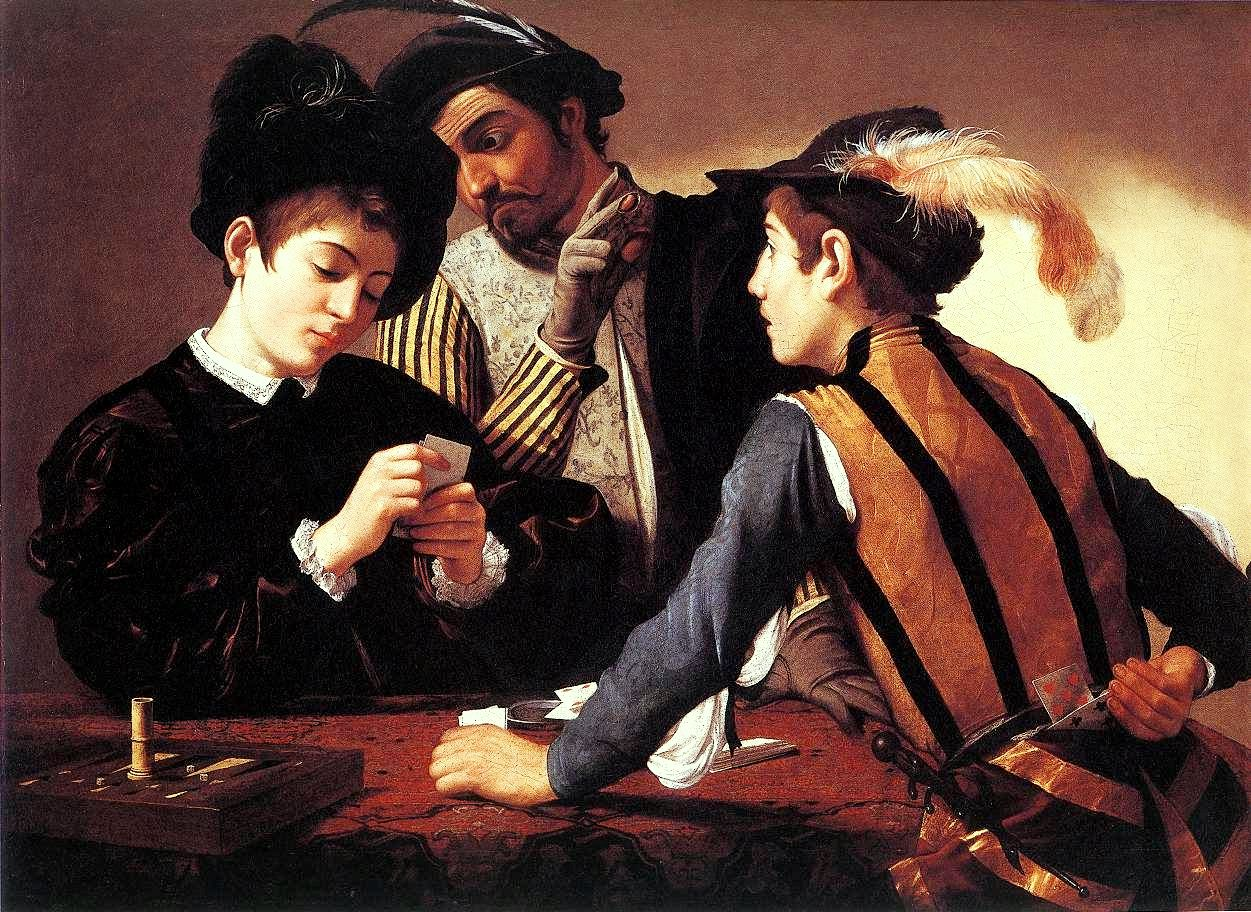
ورق بازها، ۱۵۹۶.

میکل آنجلو مریسی کاراواجو در سال ۱۵۷۱ در شهر کوچک لمباردی در شمال ایتالیا به دنیا آمد. پدرش فِرمُ مِریسی، مردی محترم بود که از خانه و باغِ یک اشراف‌زادهٔ محلی نگه‌داری می‌کرد. آن‌ها نه فقیر بودند و نه ثروتمند. در بعضی منابع قید شده که پدر او معمار هم بود. اما زمانی‌که کاراواجو ۵ سال داشت، پدر و پدربزرگ او هر دو در یک روز در اثر بیماری طاعون جان خود را از دست دادند. او در سن ۱۹ سالگی مادر خود را هم از دست داد به همین دلیل او و بقیه بچه‌ها تصمیم گرفتند خانه و زندگی خود را ترک کنند.

### سفر به میلان
بعد از فوت مادرش او به میلان رفت و در آنجا به شاگردیِ نقاشی به نام سیمون پترزانه درآمد. اما افرادی که واقعاً ماهر و دارای دستی قوی بودند به رم می‌رفتند.

### سفر به رم
او در سال ۱۵۹۲ و در سنِ ۲۱ سالگی به رم –مرکز فعالیت هنرمندان ایتالیایی– رفت تا مهارتِ بیشتری بدست آورد و در کار خود استاد شود. به او گفته شد که از کار هنرمندانِ بزرگ تقلید کند و از مجسمه‌ها طراحی کند تا موفق شود. در آثار مذهبی با نور، شفافیت، آسمانِ پر از فرشته و رموز آسمانی را نشان دهد؛ اما کاراواجو این‌گونه در مورد رستگاری فکر نمی‌کرد.
او برای کارهایش طراحی نمی‌کرد. به صورت خیره و طولانی به مدلش نگاه می‌کرد و بعد شروع به نقاشی می‌کرد. او اکثر مدل‌های خود را از میان مردم عادی کوچه و خیابان انتخاب می‌کرد.

### رفتن به قصر

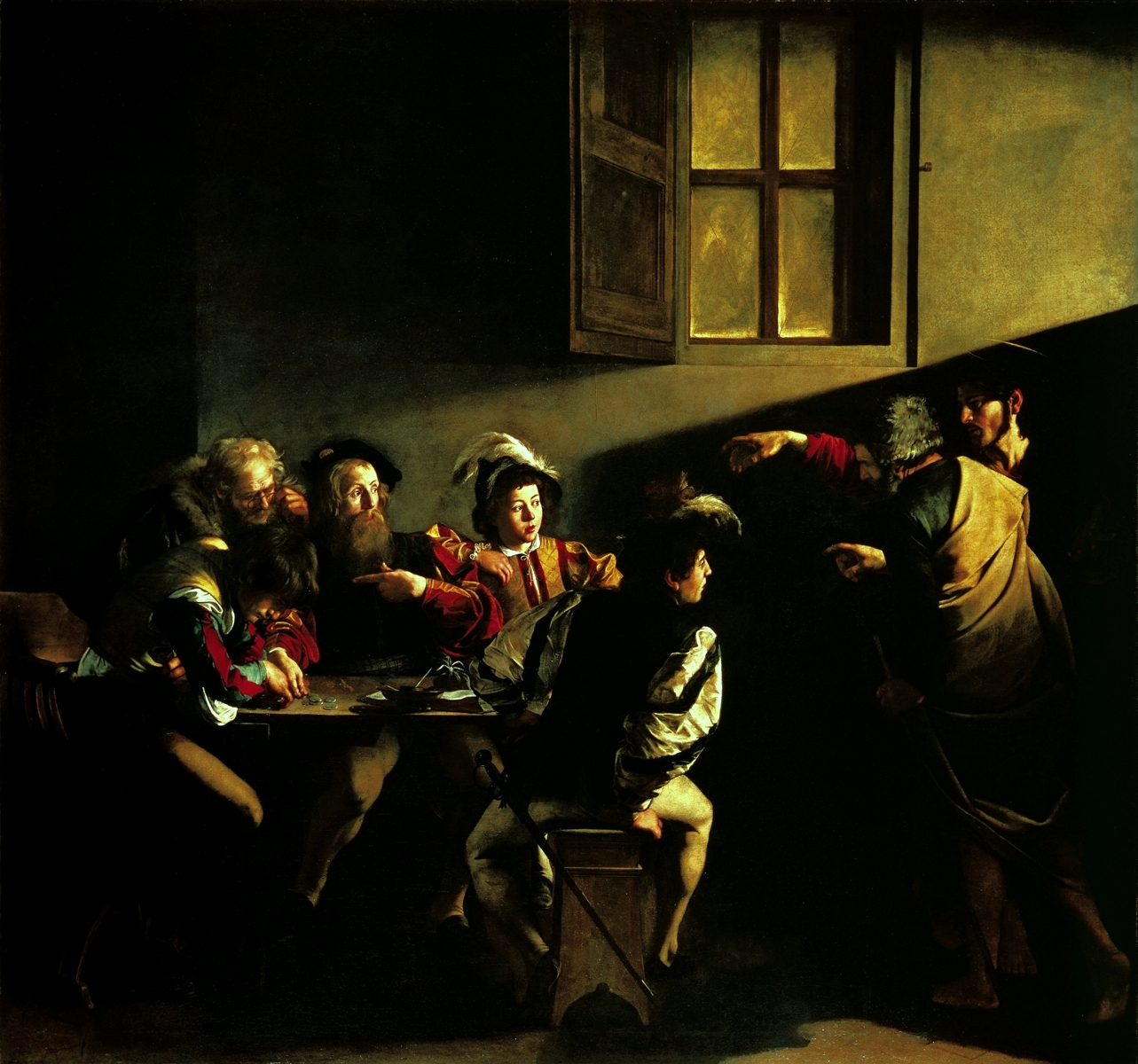
فراخوانی متّای حوّاری، ۱۵۹۹–۱۶۰۰.

او ۳ سال بعد در سال ۱۵۹۵ آثار خود را برای فروش به نمایش گذاشت در این میان کاردینال فرانچیسکو ماریا دلمونته که در کاخ بود، با دیدن کارهای کاراواجو حیرت‌زده شد. او نقش بسیار مهمی را در بازار هنری ایفا می‌کرد. او اثر ورق بازها را از کاراواجو به قیمت کمی خرید و به او پیشنهاد داد تا به قصر برود و به فعالیت خود ادامه دهد.

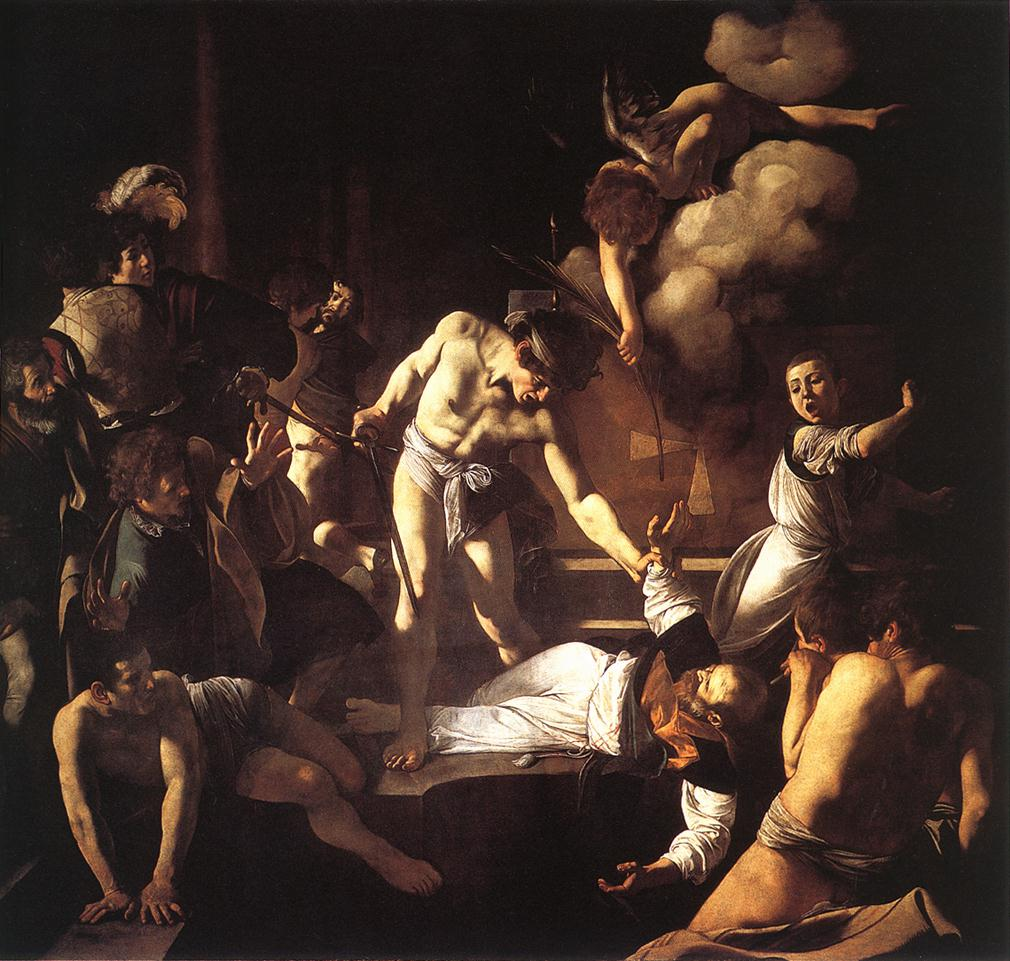
شهادت سن ماتیو، ۱۵۹۹–۱۶۰۰.

### مأموریت کلیسا
او در همان سال ۱۵۹۵ در سن ۲۴ سالگی مأمور شد تا ۲ صحنه از زندگی سن ماتیو (متی) را در کلیسای کوچک سن لویی‌جی رم نقاشی کند و این مثل یک آزمون برای او بود. از او خواسته شده تا در صحنهٔ شهادت، شهید با چشمانی پاره رو به بهشت و آسمان نورانی و پر از فرشته و روحانیت نقاشی شود. اما کاراواجو نمی‌خواست تقلید کند. او دنبال راه دیگری بود، راهی که در آن استاد بود. ایجاد آثاری روحانی از میان خودِ مردم و زندگی‌های کم‌مایه برای رستگاری و ایمان آوردنِ خودِ آن‌ها و به این ترتیب او مسیح را به محلِ زندگی مردم عادی آورد و دو اثرِ فراخوانیِ متّای حوّاری و شهادتِ متی که برای عبرت‌آموزی گناهکار را به ما نشان می‌داد نه شهید را، خلق کرد.

### دستگیری و زندان
کاراواجو هنرمند شرور و خشنی بود و خشونتِ او روی هنرش تأثیر می‌گذاشت. تمامی مدل‌های او از مردم عادی بود و آثارش همین مردم عادی با لباس‌های کهنه و فضاهای فقیرانه و حتی پاهای برهنه و افرادِ کثیف بود. به‌طور مثال در اثر مدونای لُرِتو، وی را با همان واقعیتی که بود نمایش می‌داد و این باعث شد تا منتقدان فکر کنند که او از موضوع فاصله گرفته‌است و حتی در مورد آثارش کلمه شرم‌آور به کار برده می‌شد.
شاید همین مسئله باعث شد تا پروژهٔ نقاشی رستاخیز برای کلیسای جدید یسوعی به جووانی بلینی داده شود.
بعد از این شعری هم در مورد بالیونی بر سر زبان‌ها افتاد. بالیونی شکایت کرد و معلوم نبود که این اشعار بد را چه کسی گفته، اما کاراواجو دستگیر و به زندان افتاد. او گفت که این اشعار را نگفته اما ماه‌ها در زندان بود و بعد به حبس خانگی درآمد. همهٔ این مسائل همچنان بر روحیهٔ خشن و پرخاشگرِ کاراواجو تأثیر بیشتری می‌گذاشت. او بعد از این ماجرا به دلایل مختلف همچون حمل سلاح، دعوا در رستوران‌ها، توهین به مأمورین و… در سال‌های مختلف به زندان افتاد.

### قتل و گریز از رم

بریدن سر جان تعمیدگر، ۱۶۰۸.

کاراواجو در ۲۹ مه ۱۶۰۶ با شخصی به نام رانوچیو توماسونی احتمالاً به خاطر یک زن درگیر شد و بنابراین یک دوئل ترتیب داده شد و سرانجامِ این دوئل، کشته شدنِ توماسونی به‌دستِ کاراواجو بود. از آن پس کاراواجو از طرف پلیس تحت تعقیب بود و برای سرش جایزه گذاشته شد.
اما طرفدارانش به او کمک کردند تا از رم بگریزد.

### عزیمت به ناپل

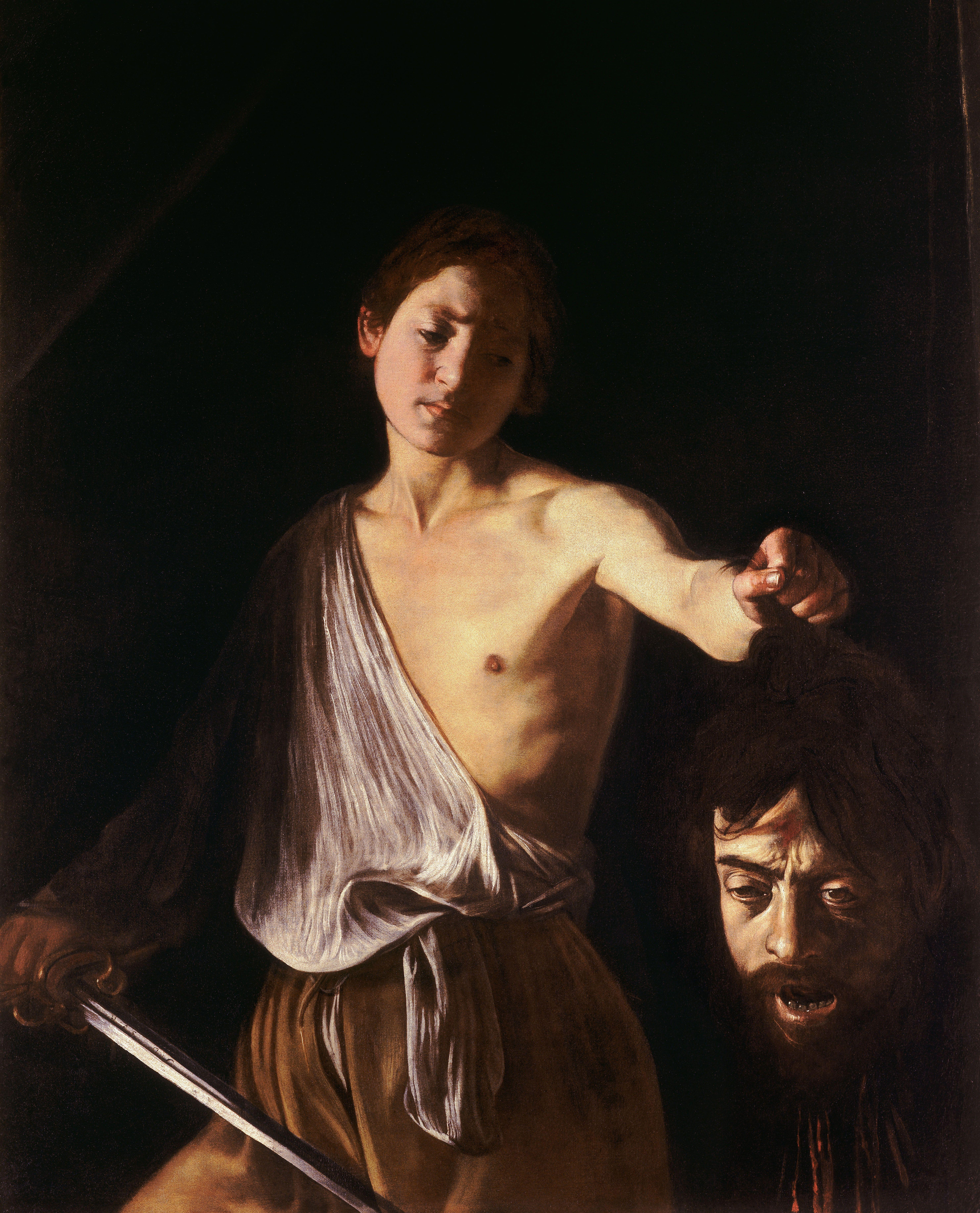
داود، ۱۶۰۹.

او در اوایل سال ۱۶۰۷ از رم فرار کرد و به ناپل رفت. کار کاراواجو در ناپل رونق یافت. در ناپل او و نقاشی‌هایش شهرت پیدا کردند. اما مسئلهٔ قابل توجه، تغییر سبک و حالت‌های نقاشی او بود. آثار او در این دوران سرشار از یأس و شرم بود و این برای کسی که خودش را قاتل می‌دانست چیز عجیبی نبود.

### عزیمت به مالت
کاراواجو با اینکه در ناپل موقعیتِ خوبی داشت، حدود ۱ سال بعد در سالِ ۱۶۰۸ ناپل را ترک کرد و به مالت رفت. مالت شهر شوالیه گری بود. شهری که کاراواجو می‌توانست اعتبارِ از دست رفتهٔ خود را بازیابد و گذشتهٔ آلودهٔ خود را نیز پاک کند.
یکی از طرفدارانش او را برای گرفتنِ مقاِم شوالیه به سن جان معرفی کرد. این مسئله برای او شأن و احترام نیز می‌آورد.
به این ترتیب او در ۱۴ ژوئیه ۱۶۰۸ لقبِ شوالیهٔ عدالت را دریافت کرد و متعهد شد تا در برابرِ این لطف، یک نقاشی برای کلیسای بزرگِ شوالیه‌ها بکشد. او اثری را خلق کرد که بسیار مدرن بود و بریدنِ سرِ یوحنا نام داشت.

### توهین به شوالیه و بازگشت به ناپل
نزدیک به یک ماه پس از اینکه به‌عنوانِ شوالیه قبول شد، به علتِ توهین به یکی از شوالیه‌ها به زندان افتاد. او توانست از زندان فرار کند و با قایق به ناپل بازگردد. دشمنانش در ناپل او را پیدا کردند، اما او باز هم فرار کرد. اما این بار بسیار زخمی و خسته بود. پس از آن؛ خبرهایی از رم به دستش رسید که برادر زادهٔ پاپ شیفیونی بالدازی در تلاش برای بخشیدنِ اوست.

### بخشش و بازگشت به خانه

توماس شکاک، ۱۶۰۱–۰۲.

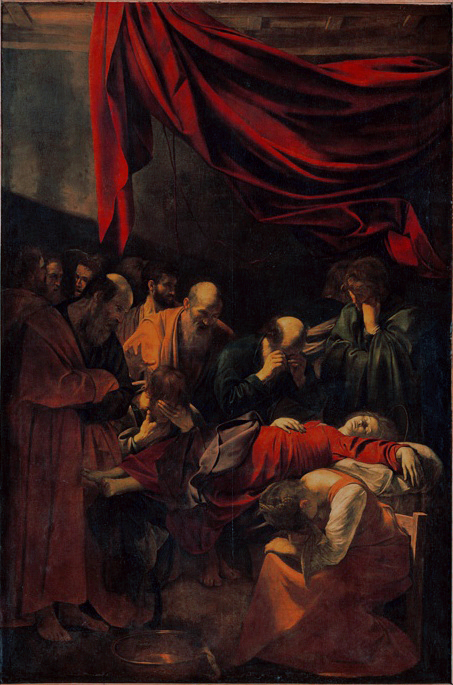
شهادت باکره، ۱۶۰۶.

کاراواجو با شنیدن این خبر شروع به کشیدنِ نقاشی کرد تا با خود به رُم ببرد. نقاشی که اعتراف را نشان می‌داد. او اثر داوُد را خلق کرد. سپس در ژوئیهٔ ۱۶۱۰ نقاشی‌هایش را جمع کرد و به سمتِ خانه (یعنی رُم) بازگشت.

### بد شانسی و مرگ
کاراواجو در راه بازگشت به خانه بود که در لنگرگاه کوچک پائولو، سرکردهٔ نگهبانان که یا او را شناخت و از حکم بخشیدنش خبر نداشت یا او را اشتباه گرفته بود؛ دستگیر کرد و به زندان انداخت. کاراواجو آزادی خود را با پول فراهم کرد. اما قایق و نقاشی‌هایش به حراج رفته بود. او پیاده به سمت شمال یعنی پلتوری ارکله رفت. او یکصد کیلومتر از میان باتلاق‌های آلوده به مالاریای مارما گذشت و وقتی به آنجا رسید از تب مالاریا می‌سوخت و جان می‌کند. او به بیمارستان راهبان برده شد اما پس از چند روز در ۱۸ ژوئیه ۱۶۱۰ از دنیا رفت.

## سبک و روش کاراواجو
کاراواجو هنرمند سبک باروک بود. اما او در زمان خود در آثار هنری انقلاب به پا کرد. زیرا او فردی نبود که دنبال تقلید از سنت‌های گذشته باشد. او فردی بود که با مردم فقیر و در میان خود آن‌ها زندگی کرده بود و معنی درد و رنج و محنت را خوب می‌دانست و حس کرده بود.
او با شکسپیر هم دوره بود و نوعی روایت و داستان نیز وارد صحنه‌های نقاشی او شده بود که تئاتر گونه بود. استفاده از نور تند در کنار تاریکی‌های صحنه و گذاشتن سوژه‌های اصلی در پیش زمینه و استفاده از ابعاد بزرگ و موضوعاتی که از میان مردم و زندگی فقیرانه آن‌ها بود همه باعث می‌شد تا بیننده خود را در موقعیت احساس کند و این مهم‌ترین اصل در کارهای او بود که به نوعی باعث ایجاد یقین و ایمان در بیننده می‌شد. اکثر آثار او بدین گونه بود اما به‌طور مثال در اثر توماس شکاک، مسیح دستِ توماسِ شکاک را می‌گیرد و به عمق جراحت خود فرو می‌برد. چه کسی پیام مسیح را تا این حد جدی گرفته‌است؛ و چه نقاشی می‌توانسته تأثیرگذارتر از این برای اثبات مسائل به توماس شکاک و بیننده‌هایی که مانند توماس شکاک هستند باشد. اثر دیگر او مرگِ باکره است که کلیسای سانتا ماری از او صحنهٔ عروجِ مریم مقدس را خواسته بود. اما کاراواجو در اثرش مریم را مُرده کشیده که حواریون در اطرافش در حال ناله و زاری هستند و غمِ حاصل از این صحنه، غمِ قبل از عروج مریم نیست بلکه غم و ناراحتی و پریشانی به خاطرِ مرگِ اوست و همین سبب شد تا راهبان اثر کاراواجو را پس بفرستند. این نوع برخوردها و سوژه‌ها در آثار کاراواجو زیاد است.
اما نکتهٔ مشترکِ همه آن‌ها این بود که کاراواجو خشن و شرور نه تنها با مردم و بقیه در مبارزه و ستیز بود بلکه در آثار هنری هم در حالِ جدال میانِ سنت‌های گذشته و حال بود. استفاده از واقعیت مردمی که هستند و نه آنچه که قرار بود انجام دهد به نوعی او را فدایی و مبلغِ مسیحیت برای مردمِ بی بضاعت نیز می‌دانند. مسیح می‌گوید رنج و محنت بر روی زمین باقی می‌ماند، کاراواجو هم در بازگوییِ همین‌ها تلاش می‌کرد. آثار او حصار امن میان نقاشی و بیننده را می‌شکست و بیننده می‌توانست خود را کاملاً در موقعیت اثر احساس کند، ایمان بیاورد و متقاعد شود.

## آثار شاخص
- ناباوری توماس قدیس (۱۶۰۲–۱۶۰۱)
- فراخوانی متّای حوّاری (۱۶۰۰–۱۵۹۹)
- شهادت سن ماتیو (۱۶۰۰–۱۵۹۹)

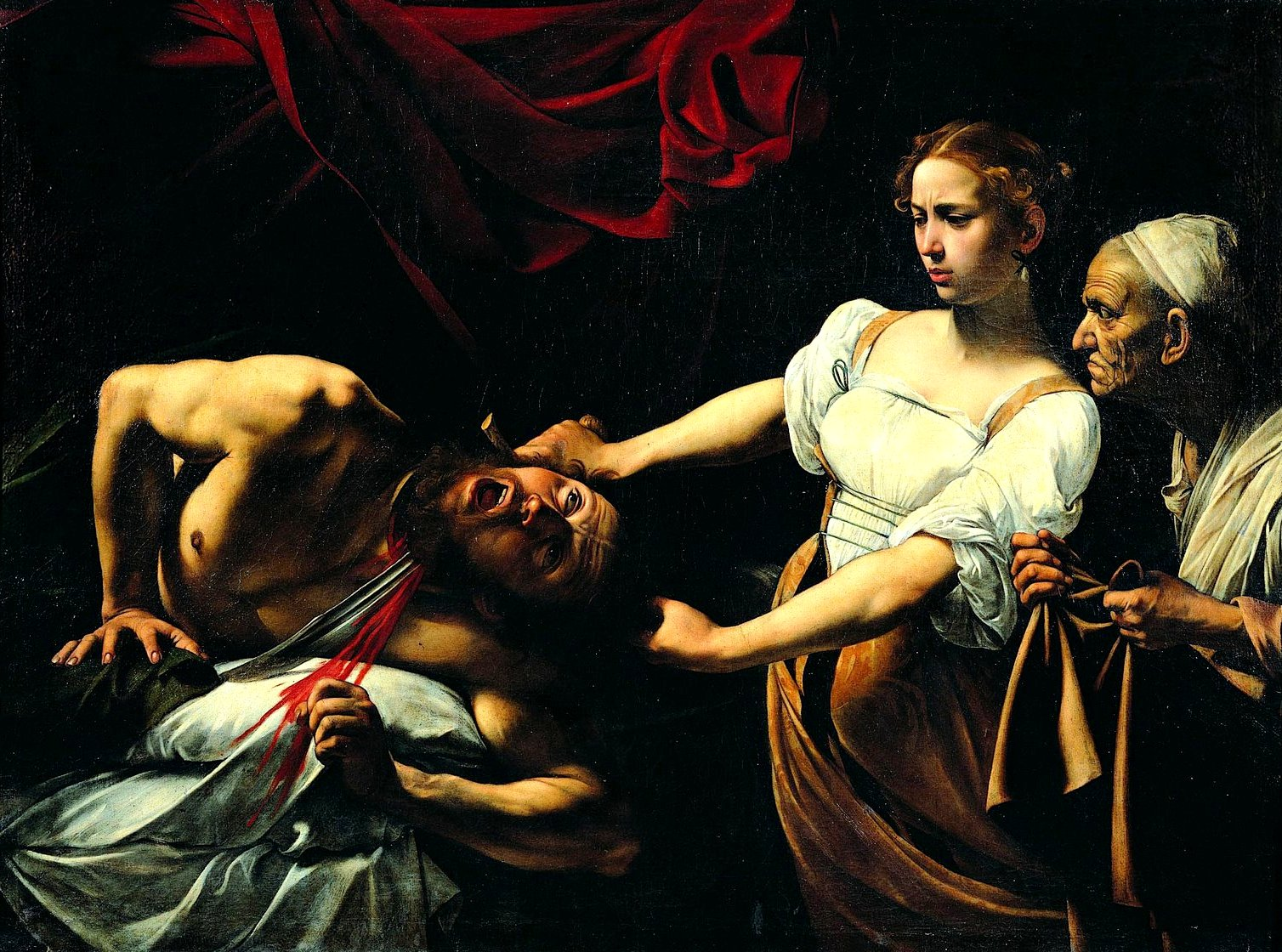
بریدن سر هلفرنس توسط جودی (۱۵۹۸)
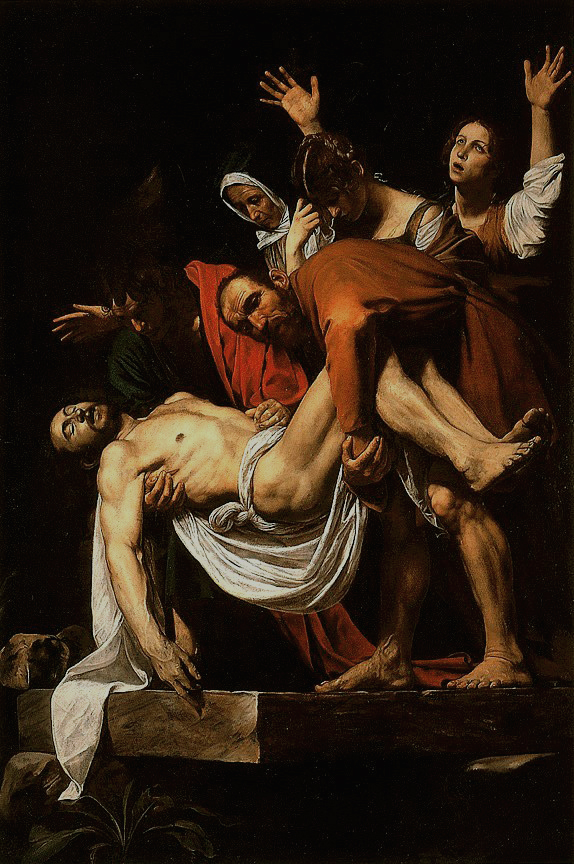
تذفین (۱۶۰۳–۱۶۰۲)
مصلوب کردن سن پیتر (۱۶۰۱)
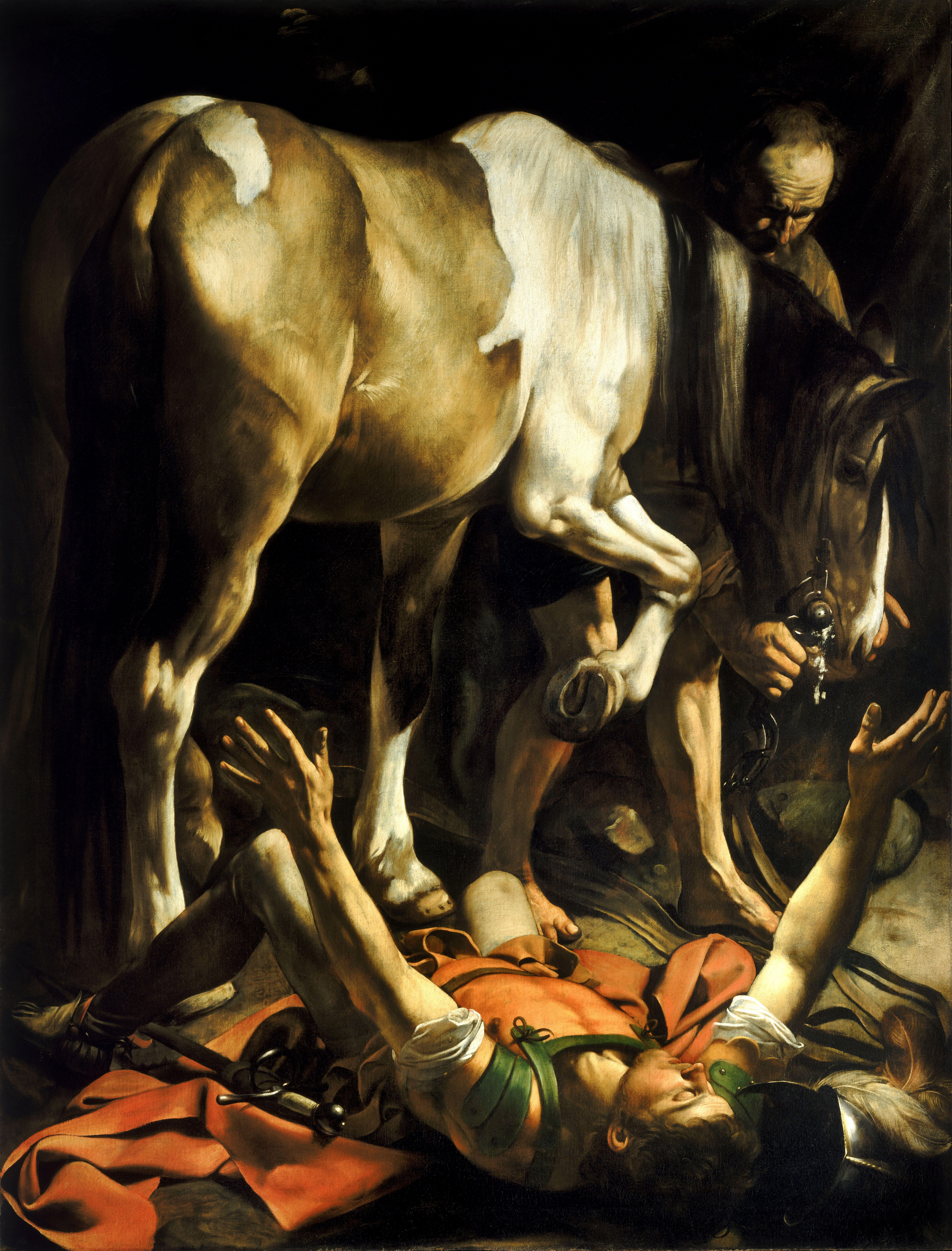
پولس حواری به مسیحیت می‌گرود (۱۶۰۰)
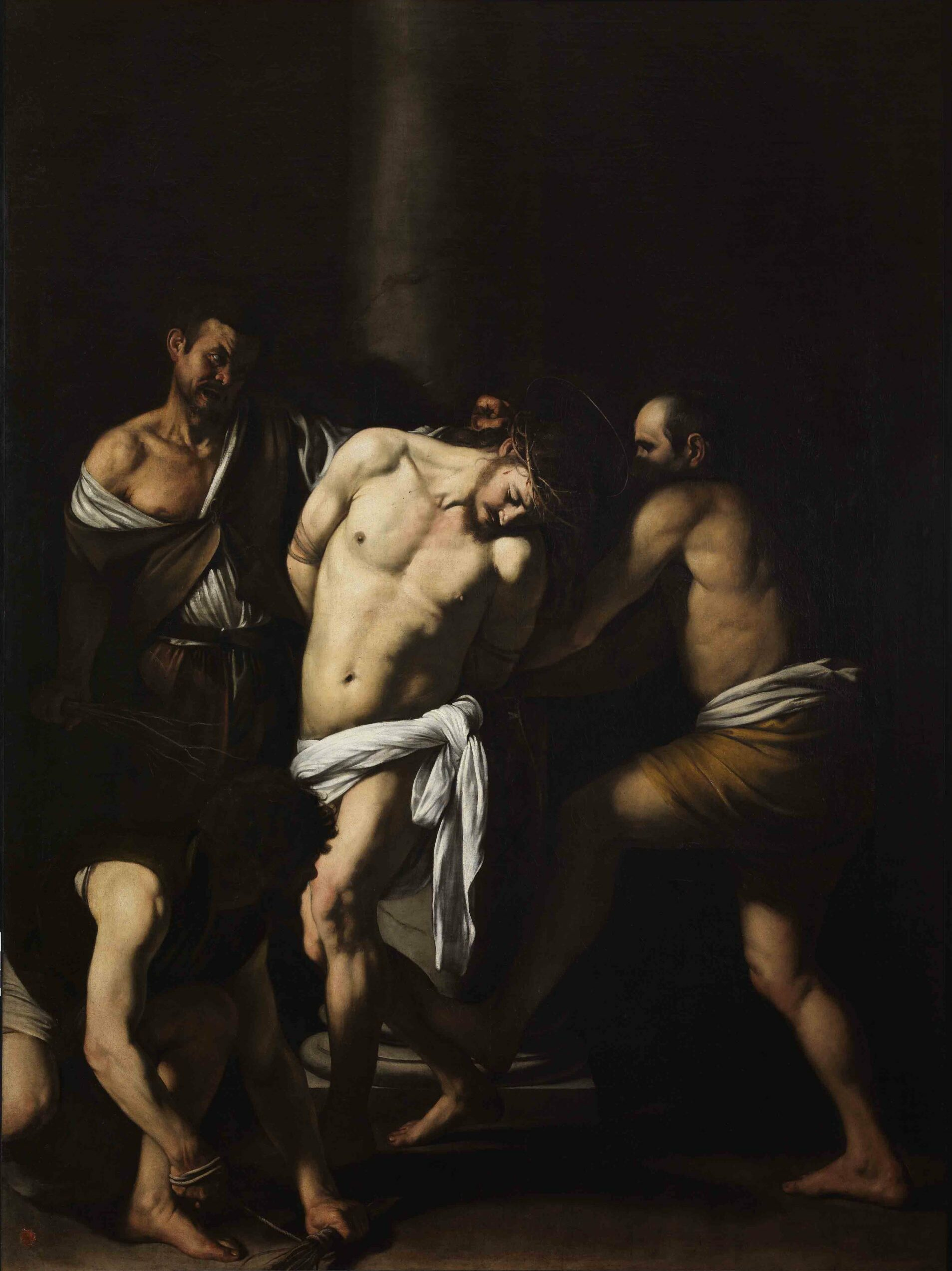
مسیح بر ستون (۱۶۰۷)

- مدونای لرتو (۱۶۰۵–۱۶۰۳)
- باکوس (خدای شراب) مریض (۱۵۹۸)
- سالمه با سر بریده سن جان تعمیدگر (۱۶۰۹)
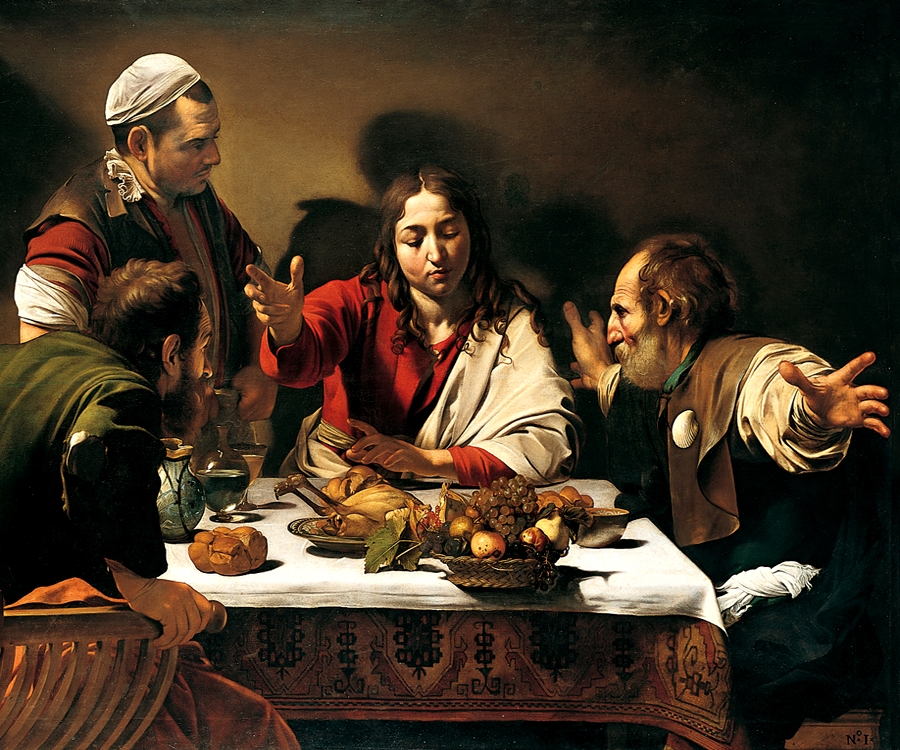
شام در عمواس (۱۶۰۲–۱۶۰۱)
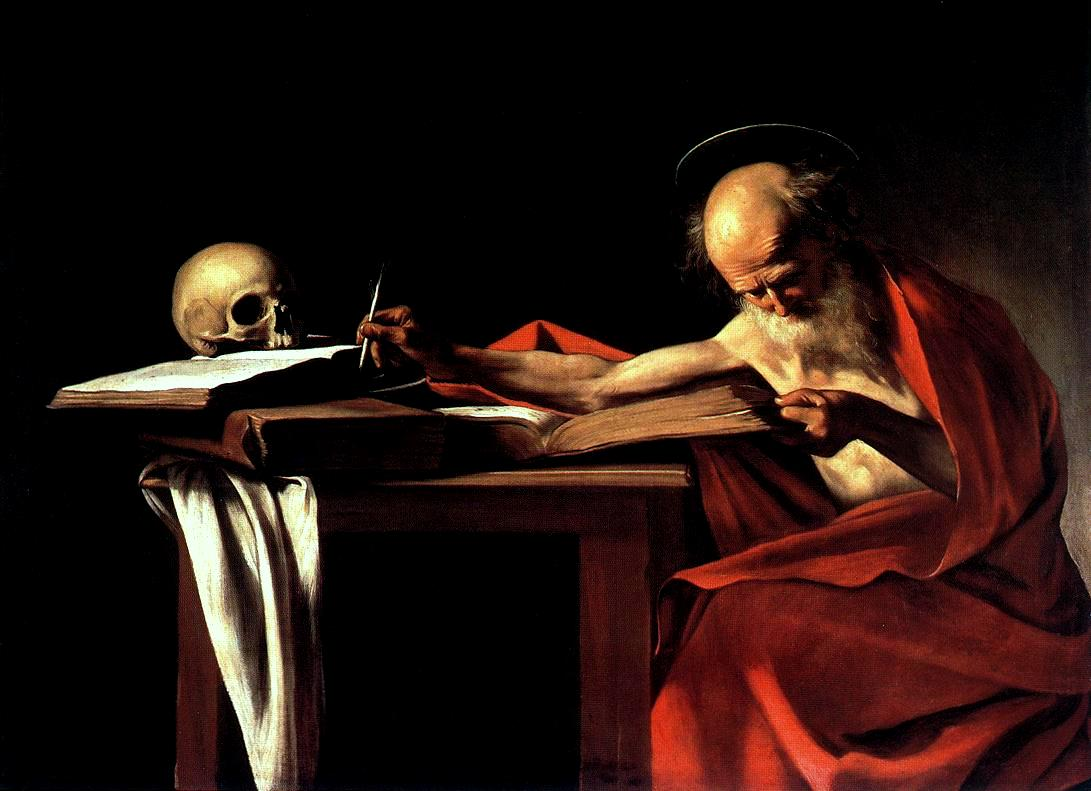
سن جرمه (۱۶۰۵-۱۶۰۶)
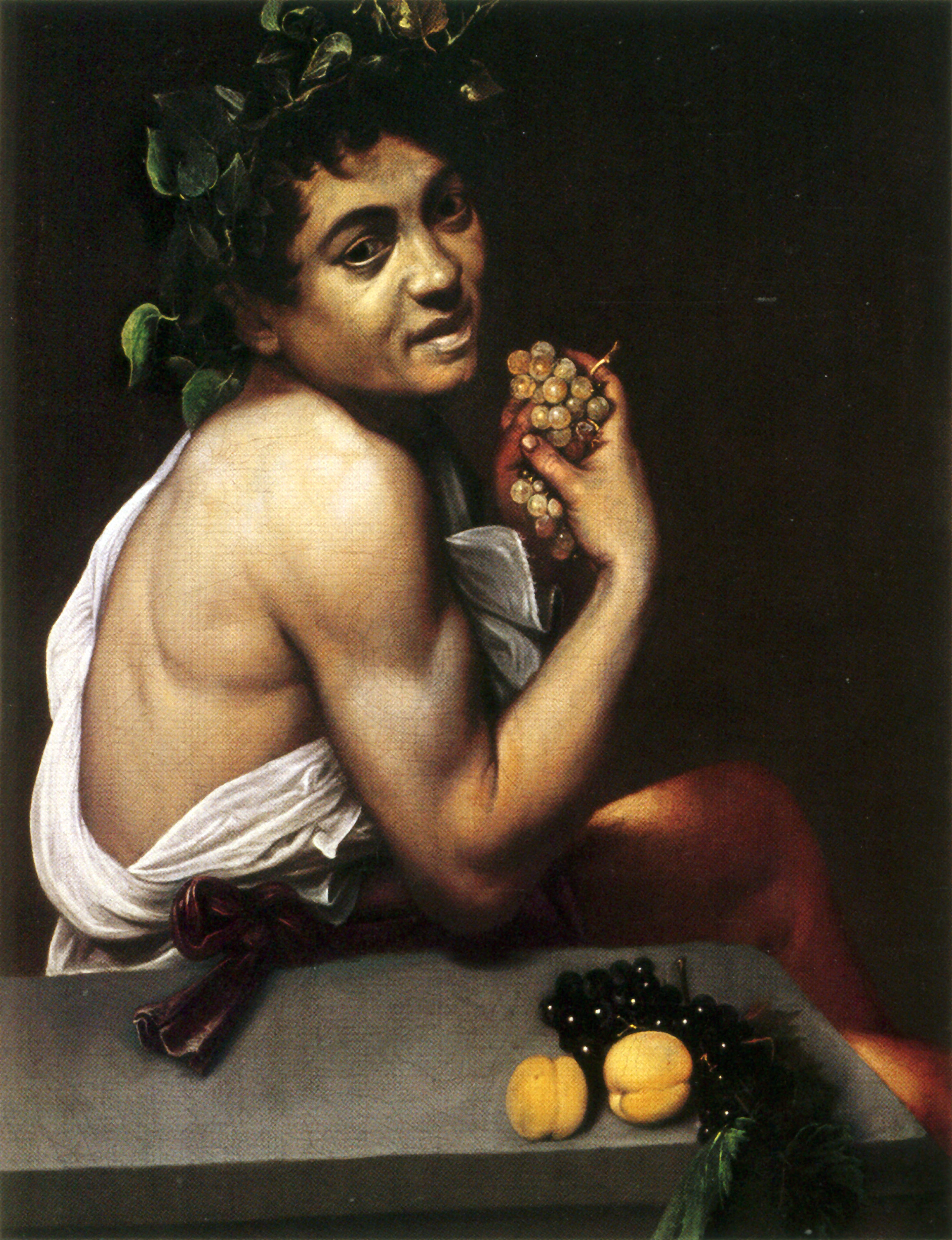
باکوس مریض (۱۵۹۸)
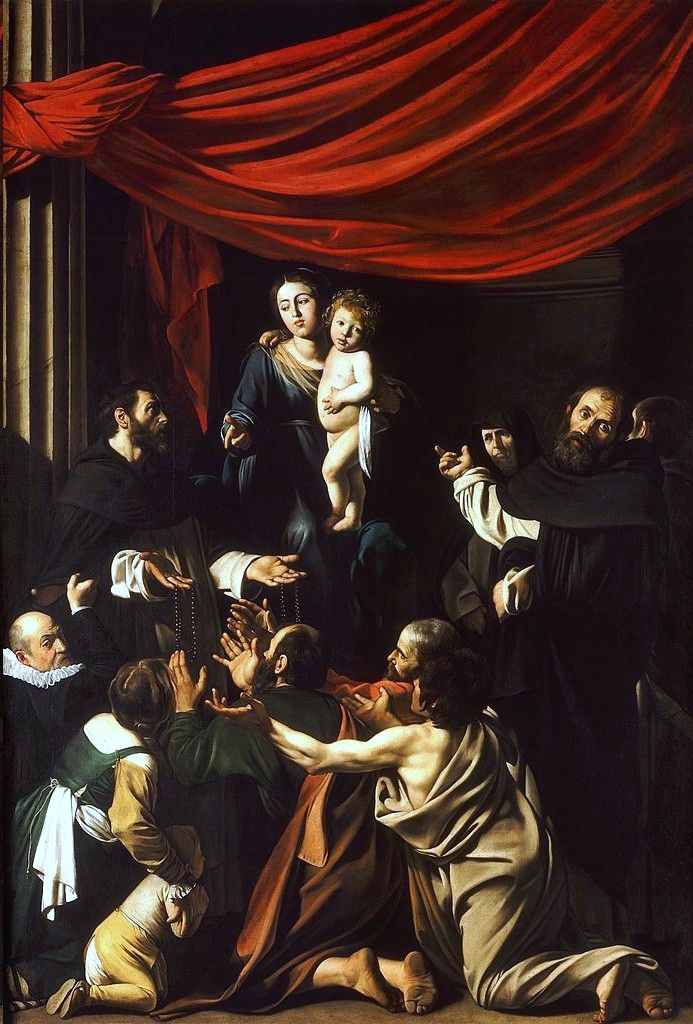
مدونای رزاریو (۱۶۰۷)
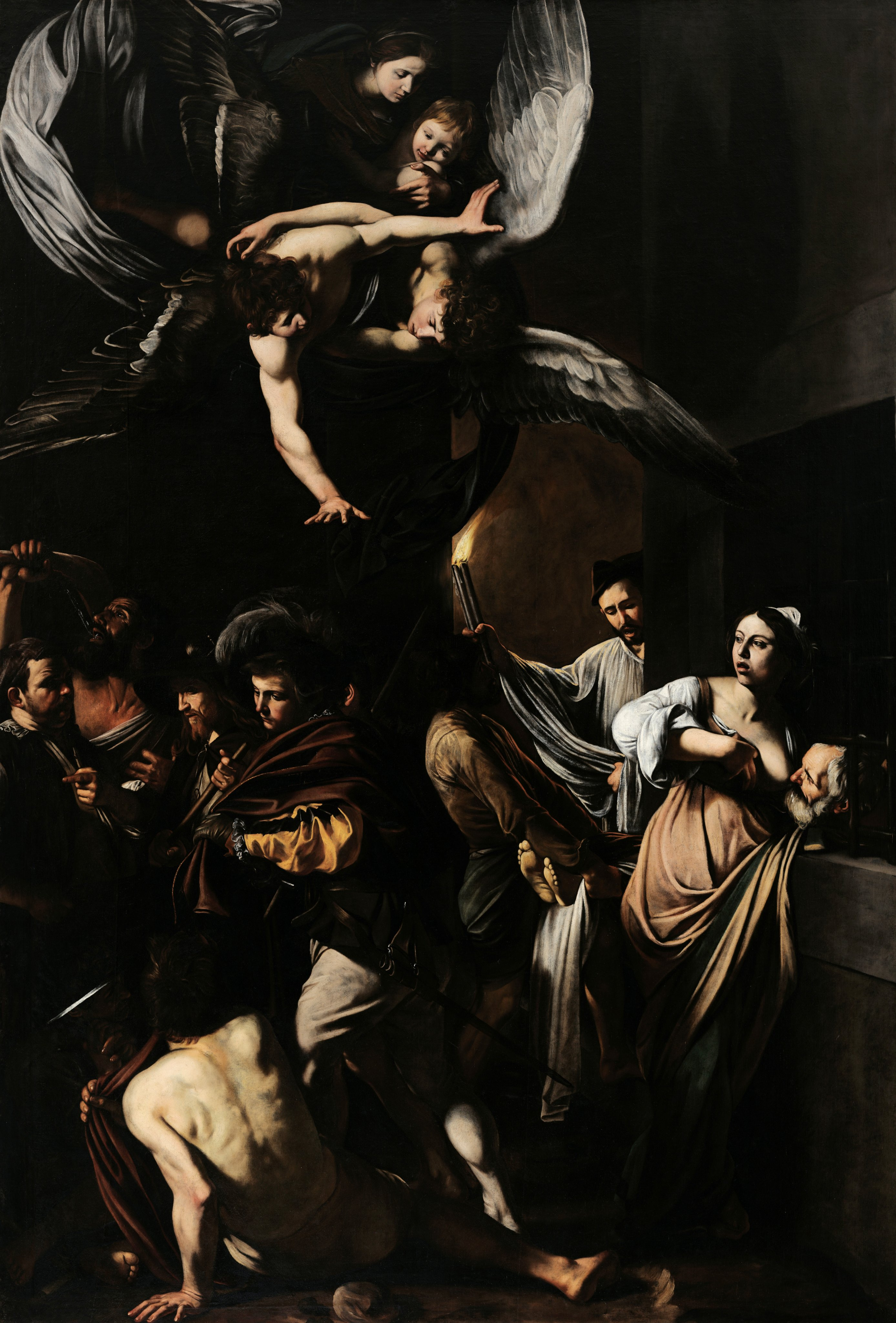
هفت صحنه از آمرزش (۱۶۰۷)
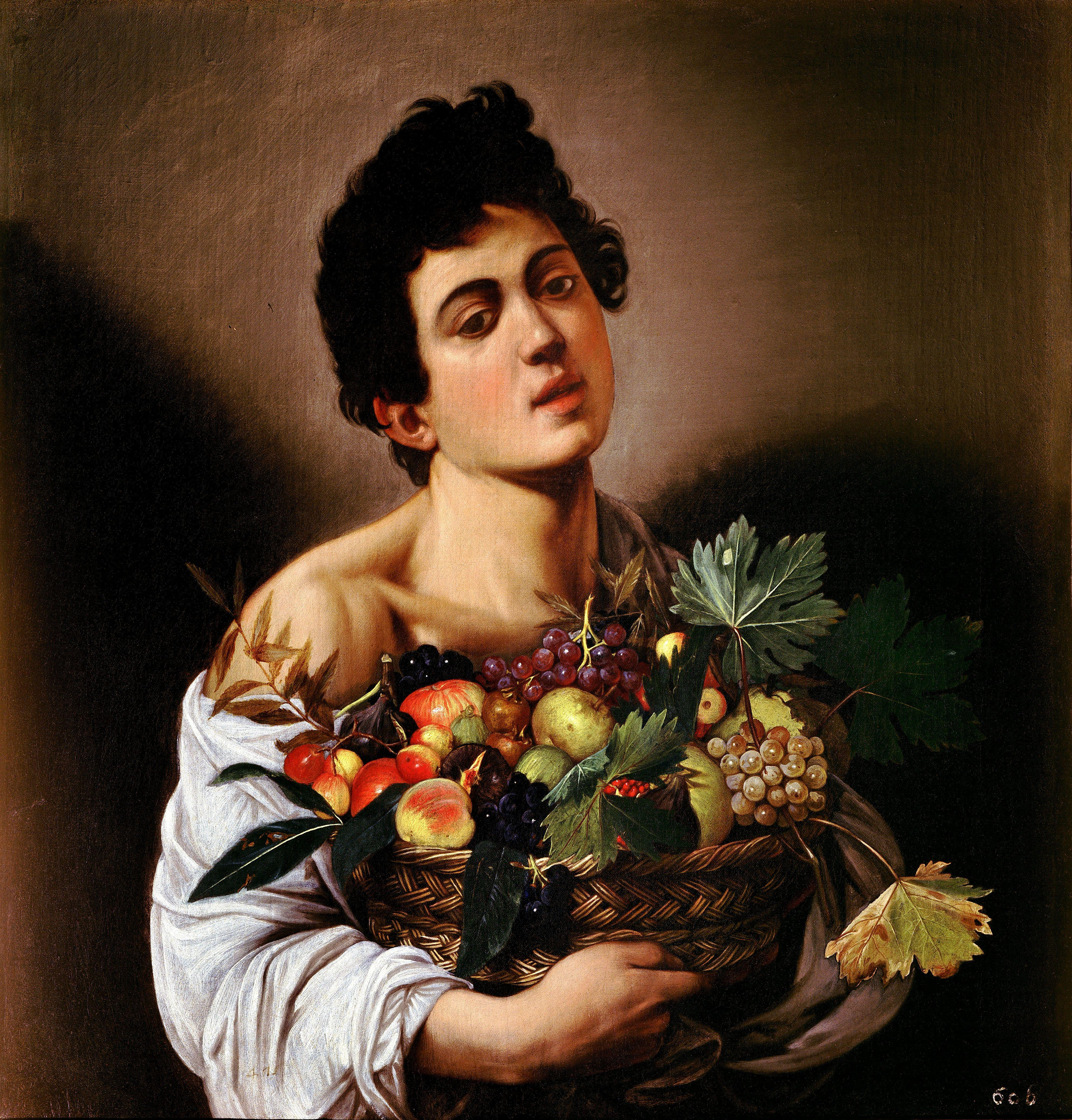
نوازنده‌ها (۱۵۹۶–۱۵۹۵)
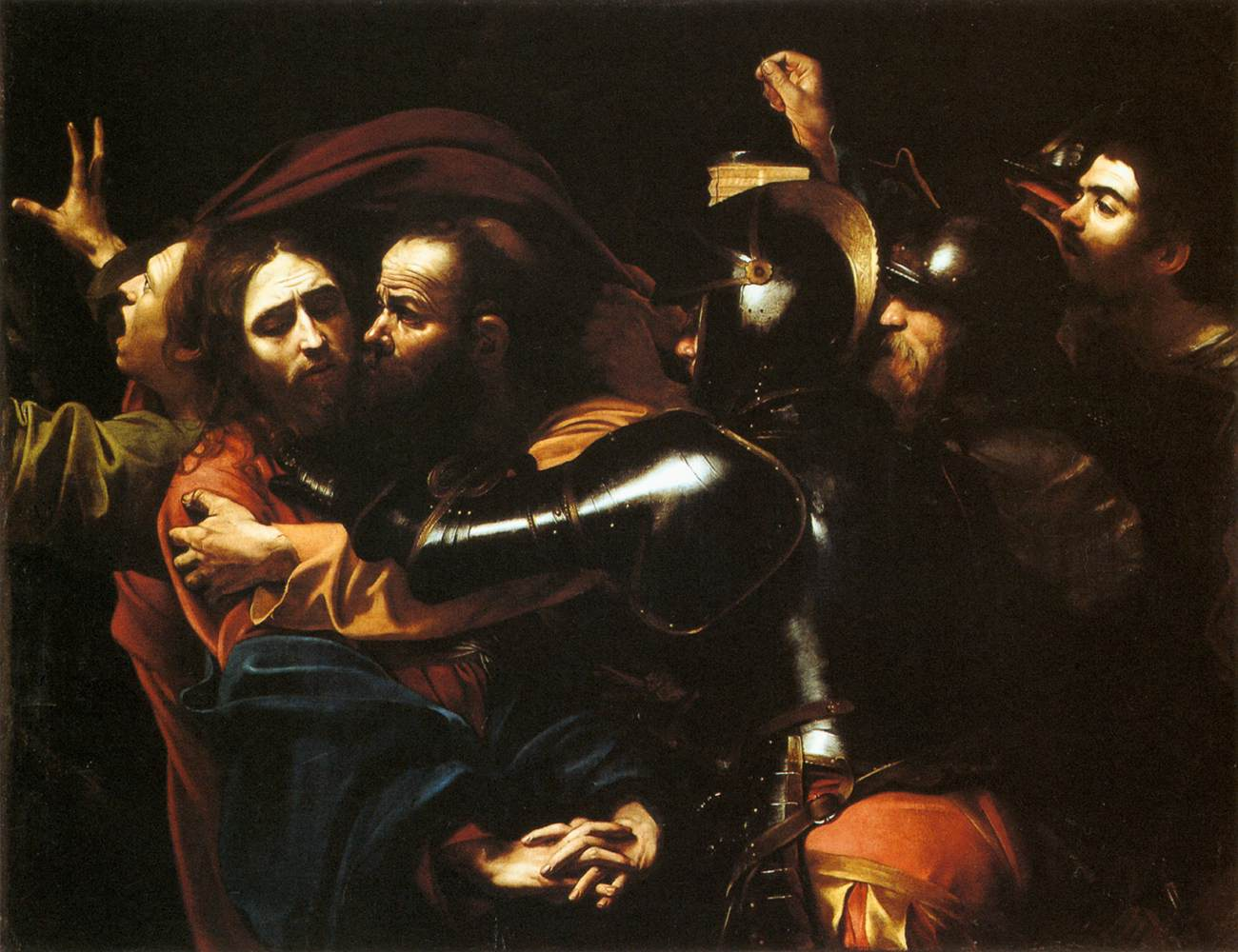
گرفتن مسیح (۱۵۹۸)
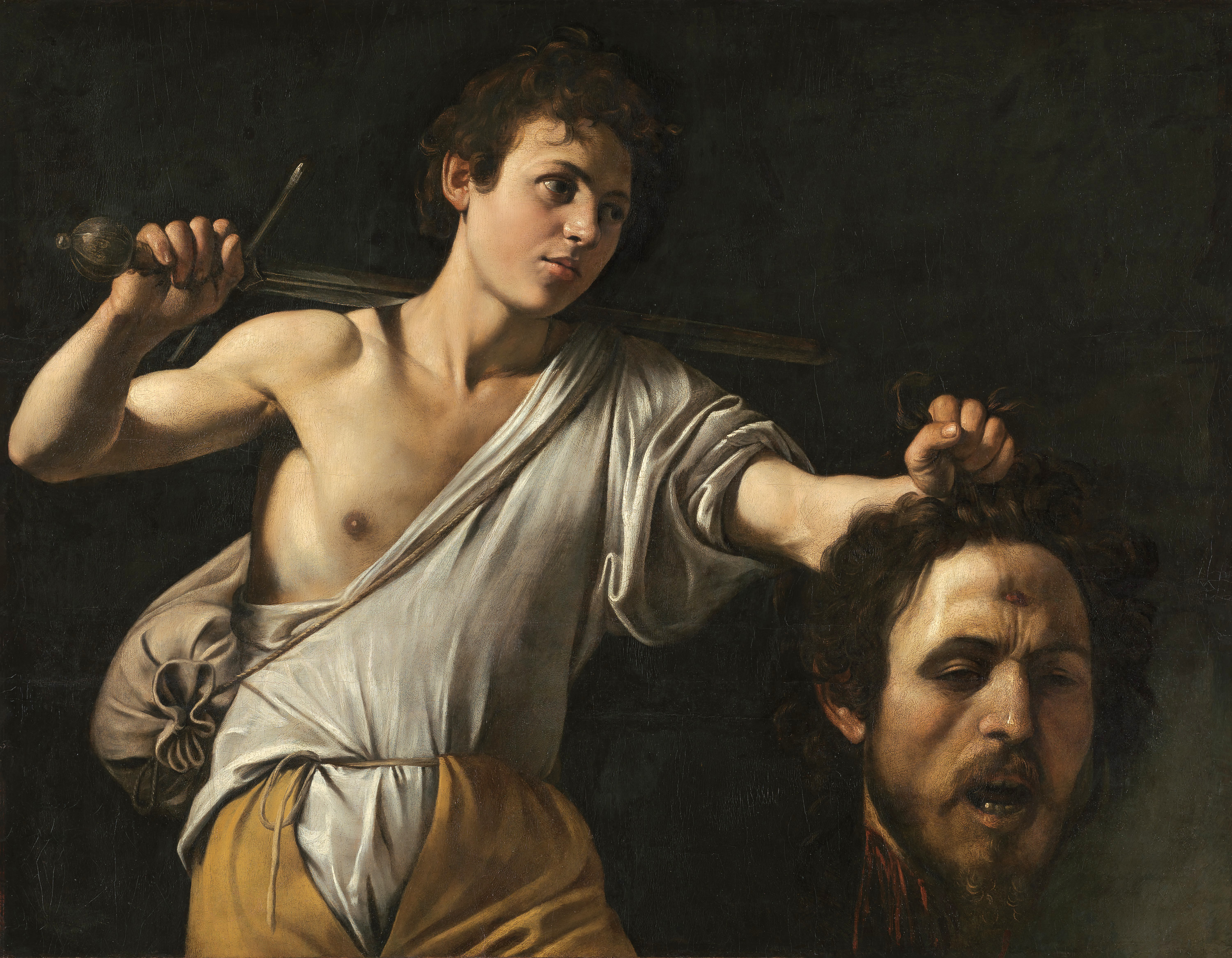
داوود و سر جالوت (۱۶۰۷)
فراخواندن سنت متی (۱۶۰۰)

- بریدن سر جان تعمیدگر (۱۶۰۸)
- پسر در حال پوست کندن میوه  (۱۵۹۲)
- دستگیری عیسی  (۱۶۰۲)

## نگارخانه
- بریدن سر هلفرنس توسط جودی
(۱۵۹۸)
- تدفین
(۱۶۰۲-۱۶۰۳)
- مصلوب کردن سن پیتر
(۱۶۰۱)
- پولس حواری به مسیحیت می‌گرود
(۱۶۰۰)
- مسیح بر ستون
(۱۶۰۷)
- شام در عمواس
(۱۵۹۷)
- سن جرمه
(۱۶۰۵-۱۶۰۶)
- باکوس مریض
(۱۵۹۸)
- مدونای رزاریو
(۱۶۰۷)
- هفت صحنه از آمرزش
(۱۶۰۷)
- سبد میوه
(۱۵۹۵-۱۵۹۶)
- گرفتن مسیح
(۱۵۹۸)
- داوود و سر جالوت
(۱۶۰۷)
- فراخواندن سنت متی
(۱۶۰۰)